# Рюноске Акутагава
Рюноске Акутагава е японски писател, класик на модерната японска литература.
Баща на композитора Ясуши Акутагава (1925—1989) и на драматурга Хироши Акутагава. Известен със своите разкази и новели. През 1935 г. в Япония е учредена литературната награда „Рюноске Акутагава“.

## Биография
Рюноске Акутагава е роден в семейството на дребен прекупвач на мляко на име Тошидзо Ниихара в часа на Дракона в деня на Дракона в годината на Дракона, и затова веднага получава името Рюноске („предвестник на дракон“ на японски). Майката на Рюноске вече била на повече от 30 години, а баща му над 40, когато Рюноске се появява на бял свят, което в тогавашна Япония се считало за лош знак. Когато Рюноске става на десет месеца, майка му се самоубива, а той бива осиновен от бездетния брат на майка си Митиаки Акутагава, чиято фамилия приема. Старото интелигентско семейство на чичо му, имащо зад гърба си предци писатели и учени, внимателно пази древните културни традиции. Членовете на семейството се увличат по средновековната поезия и старинната живопис.
През 1913 г. Рюноске започва да следва английска литература във филологическия факултет на Токийския университет, където заедно с няколко приятели издава литературното списание „Шиншичо“ („Нова посока“). Там публикува дебютния си разказ „Старецът“ (1914). Творчеството му се радва на рано споходил го успех. Разказите от живота на средновековна Япония му носят истинска популярност: „Вратата Рашомон“ (1915), „Носът“ (1916), „Параванът с картини от ада“ (1918) и др. Като млад е под силното влияние на такива японски автори от епохата Мейджи като Нацуме Сосеки и Огай Мори, но също и на водещи автори от европейските литератури, като (Ги дьо Мопасан, Анатол Франс, Аугуст Стриндберг, Фьодор Достоевски).
Преподава английски език във Военноморското училище (1916-1919) в град Йокосука, жени се за Цукамото Фумико, работи като сътрудник на вестник, пребивава през 1921 г. в Китай.
Пише разкази (общо около 150), автобиографична проза, афоризми – „Словата на пигмея“ (1923-1926).
През последните си години преживява силно нервно напрежение. Пише ярки социални произведения, отхвърля капитализма и милитаризма. От този последен период в творчеството му са „Ранните години на Дайдоджи Шинсуке“ (1925, останал незавършен), „Животът на идиота“ (1927), „Зъбчатите колела“ (1927), „Писма до стария приятел“ (1927).
Самоубива се с веронал на 35 години.

## Избрана библиография
| Година | Заглавие на японски                                           | Заглавие на български                   |
| ------ | ------------------------------------------------------------- | --------------------------------------- |
| 1914   | 老年 Rōnen                                                    | Старецът                                |
| 1914   | 羅生門 Rashōmon                                               | Вратата Рашомон                         |
| 1916   | 鼻 Hana                                                       | Носът                                   |
| 1916   | 芋粥 Imogayu                                                  | Кашата                                  |
| 1916   | 手巾 Hankechi                                                 | Носната кърпичка                        |
| 1916   | 煙草と悪魔 Tabako to Akuma                                    | Тютюнът и дяволът                       |
| 1917   | 尾形了斎覚え書 Ogata Ryosai Oboe gaki                         | Бележникът на д-р Огата Рийосай         |
| 1917   | 戯作三昧 Gesakuzanmai                                         | Премного фантастика                     |
| 1918   | 蜘蛛の糸 Kumo no Ito                                          | Мрежата на паяка                        |
| 1918   | 地獄変 Jigokuhen                                              | Параванът с картини от ада              |
| 1918   | 枯野抄 Kareno shou                                            | Коментар върху едно трудно място у Башо |
| 1918   | 邪宗門 Jashūmon                                               | Яшумон                                  |
| 1918   | 奉教人の死 Hōkyōnin no Shi                                    | Светецът                                |
| 1919   | 魔術 Majutsu                                                  | Магията                                 |
| 1919   | 龍 Ryū                                                        | Драконът                                |
| 1920   | 舞踏会 Butou Kai                                              | Топката                                 |
| 1920   | 秋 Aki                                                        | Есен                                    |
| 1920   | 南京の基督 Nankin no Kirisuto                                 | Христос в Нанкин                        |
| 1920   | 杜子春 Toshishun                                              | Ту Це-чун                               |
| 1920   | アグニの神 Aguni no Kami                                      | Бог Агни                                |
| 1921   | 山鴫 YamaShigi                                                | Угарката                                |
| 1921   | 秋山 Akiyama                                                  | Есенна планина                          |
| 1921   | 上海游記 Shanhai Yuki                                         | Доклад за едно пътуване до Шанхай       |
| 1922   | 藪の中 Yabu no Naka                                           | В гъсталака                             |
| 1922   | 将軍 Shogun                                                   | Шогунът                                 |
| 1922   | トロッコ Torokko                                              | Вагонетка                               |
| 1923   | 保吉の手帳から Yasukichi no Techou kara                       | Из бележниците на Ясукичи               |
| 1924   | 一塊の土 Ikkai no Tsuchi                                      | Буцата на земята                        |
| 1925   | 大導寺信輔の半生 Daidoji Shinsuke no Hansei                   | Младостта на Дайдоджи Шинсуке           |
| 1925   | 侏儒の言葉 Shuju no Kotoba                                    | Афоризмите на един пигмей               |
| 1926   | 点鬼簿 Tenkibo                                                | Завещанието                             |
| 1927   | 玄鶴山房 Genkaku Sanbō                                        | Стаята на Генкаку                       |
| 1927   | 河童 Kappa                                                    | В страната на духовете                  |
| 1927   | 文芸的な、余りに文芸的な Bungeiteki na, amarini Bungeiteki na | Литературно, твърде литературно         |
| 1927   | 歯車 Haguruma                                                 | Зъбчати колела                          |
| 1927   | 或阿呆の一生 Aru Ahō no Isshō                                 | Животът на един идиот                   |
| 1927   | 或旧友へ送る手記 Aru Kyūyū he Okuru Shuki                     | Бележка до стар приятел                 |
| 1927   | 西方の人 Saihō no Hito                                        | Хората на Запада                        |

### На български език
- „Вратата Рашомон“, прев. Силвия Попова-Милева, София: „Профиздат“, 1979.
- „Разговор в мрака“, прев. Дора Барова, София: „Народна култура“, 1986.
- „Петдесет велики разказвачи“,  том 1, разказът „Благодарност за добрината“, прев. Дора Барова, София: „Кронос“, 2010.
- „Японски разкази“, Двуезичен сборник, разказите „Мандарините“, „Вагонетката“, „Генералът“,  прев. Людмира Холодович, Александър Киров, София: „Изток-Запад“, 2015.
- „Странна история“ Неиздавани разкази, прев. Мартина Неделчева, София: „Изток-Запад“, 2020.
- „Най-добрите японски разкази“, Сборник, разказът „Градината“, прев. Васил Велчев, София: „Изток-Запад“, 2024.

## Екранизации
- По мотиви от новелата „В гората“:
  - „Рашомон“ (яп. 羅生門, 1950), режисьор Акира Куросава
  - „Железният лабиринт“ (англ. Iron Maze, 1991), режисьор Хироаки Йошида
  - „В гората“ (яп. 籔の中, 1996), режисьор Хисаясу Сато
  - „MISTY“ (1997), режисьор Кенки Саегуса
- По мотиви от новелата „Нанкинският Христос“:
  - „Нанкинският Христос“ (кит. 南京的基督, 1995), режисьор Тони Ау
- По мотиви от новелата „Вещица“:
  - „Вещица“ (яп. 妖婆, 1976), режисьор Тадаши Имаи
- По мотиви от разказа „Параванът с картини от ада“:
  - „Параванът с картини от ада“ (1969), режисьор Широ Тойода
  - Дванадесетият епизод на аниме сериала „Aoi Bungaku“ представлява екранизация на „Параванът с картини от ада“
- Eдинадесетият епизод на аниме сериала „Aoi Bungaku“ (2009) представлява екранизация на разказа „Паяжинката“